# Luke Humphries
Luke Humphries (Newbury, 11 febbraio 1995) è un giocatore di freccette inglese. Soprannominato “Cool Hand Luke” (lett. "Luke mano fredda", in riferimento al film del 1967), gareggia negli eventi della Professional Darts Corporation (PDC) ed è numero 1 al mondo.

## Biografia
Luke Humphries è nato l'11 febbraio 1995 a Newbury, dove ha trascorso la sua infanzia.  Successivamente si trasferì a Crewe, nella contea di Cheshire. In passato, ha lavorato come carpentiere, ma si è ritirato nel 2018 per dedicarsi alle freccette a tempo pieno.

## Carriera
Nel 2019 Humphries debutta al Campionato del mondo PDC, vincendo contro Adam Hunt, Stephen Bunting, Dimitri Van den Bergh e il campione in carica Rob Cross, uscendo poi ai quarti di finale contro Michael Smith. Nello stesso anno, Humphries ha vinto il PDC World Youth Championship, sconfiggendo in finale Adam Gawlas per 6 a 0.
Nel 2020 raggiunge per la seconda volta consecutiva i quarti di finale al mondiale e deve arrendersi a Peter Wright, vincitore dell'edizione.
Nel 2023 si ferma nuovamente ai quarti di finale del campionato del mondo, sconfitto 1 a 4 da Stephen Bunting. Nell'ottobre dello stesso anno, Humphries vince il suo primo major, ovvero il World Grand Prix, sconfiggendo in finale il favorito Gerwyn Price. Meno di due mesi più tardi vince il Grand Slam of Darts, battendo Rob Cross in finale.
Nel gennaio del 2024 Humphries si laurea campione del mondo, grazie a una vittoria in finale per 7-4 contro il debuttante Luke Littler.

## Palmarès
- Campionato del mondo PDC: 1

2024
- Grand Slam of Darts: 1

2023
- World Grand Prix: 1

2023
- PC Finals: 1

2023